# Denys Cochin

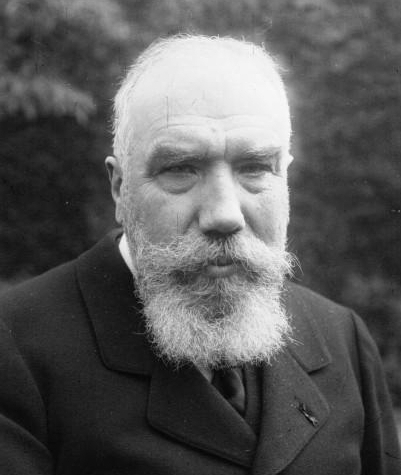
Denys Cochin (1915)

Baron Denys Marie Pierre Augustin Cochin (* 1. September 1851 in Paris; † 24. März 1922 ebenda) war ein französischer Politiker und Schriftsteller.

## Leben

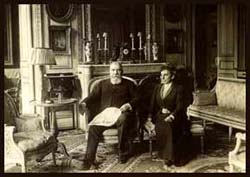
Baron und Baronin Cochin

Denys Cochin wurde 1851 als Sohn des Schriftstellers und Politikers Augustin Cochin geboren. Er war Schüler des Collège Stanislas und des Lycée Louis-le-Grand und leistete anschließend ab 1870 seinen Militärdienst beim 8. Kürassierregiment und wurde Standartenträger von General Charles Denis Bourbaki. Den Titel eines Barons erbte er von seinem 1886 verstorbenen Onkel Denys-Guillaume Cochin.
Nach dem Krieg studierte Cochin Geistes- und Sozialwissenschaften und Rechtswissenschaft und arbeitete danach ein Jahr lang als Attaché bei der Botschaft in London bei Albert de Broglie. Nach der Rückkehr nach Frankreich im Jahr 1872 studierte Cochin Chemie bei Louis Pasteur. Sein Wissen als Chemiker nutzte er später im Ersten Weltkrieg zur Entwicklung von neuen Explosionsstoffen und Chemiewaffen.
1881 wurde er zum Stadtrat des 7. Pariser Arrondissements gewählt, von 1893 bis 1919 war er Deputierter für Paris in der französischen Abgeordnetenkammer. Dort war wer einer der wichtigsten Redner der katholisch-monarchistischen Rechten. Seine bedeutendste Rede war eine Entgegnung auf den Kultusminister Eugène Spuller, der in einer Rede vor dem Parlament einen neuen Geist bei den Katholiken anmahnte. Cochin unterbrach ihn und verteidigte die Freiheit des Religionsunterrichts und die Glaubenslehre gegen die Attacken der Regierungen von Waldeck-Rousseau und Combes.
Am 16. Februar 1911 wurde Cochin in die Académie française gewählt.
Als Vertreter der Union sacrée war er vom 29. Oktober 1915 bis 12. Dezember 1916 Staatsminister im Kabinett von Aristide Briand, dann Staatssekretär im Außenministerium und zuständig für die Blockade Deutschlands im Ersten Weltkrieg im folgenden Kabinett Briand und im Kabinett von Alexandre Ribot (20. März bis August 1917). Nach der Auflösung der Union sacrée trat er zurück, vor allem weil er mehrfach von Ribot übergangen und gedemütigt worden war.
Cochin war in der Zeit seiner Mitgliedschaft in der französischen Regierung häufig Vermittler zwischen der Regierung und dem Heiligen Stuhl.
Denys Cochin war begeisterter Kunstsammler und erwarb mehrere impressionistische Gemälde, darunter Arbeiten von Claude Monet. 1895 bat Cochin Maurice Denis um ein Wandbild für sein Büro, das die Legende von „Beau Pécopin“ wiedergeben sollte, die Victor Hugo in seiner Reisebeschreibung "Le Rhin" erzählte, und die Legende des Hubertus von Lüttich. Die sieben Tafeln des Wandgemäldes befinden sich heute im Musée Maurice Denis.
Ab November 1920 litt Cochin an einer Lähmung und war an das Haus gefesselt. Trotzdem veröffentlichte er weiter Bücher und Artikel in Le Figaro und Le Gaulois. Er starb im März 1922 in Paris.

## Familie
Denys Cochin war der Vater des Historikers Augustin Cochin und der Bruder des Romanisten Henry Cochin.

## Werke
- L’Évolution de la vie. Masson, Paris, 1885
- Le Monde extérieur. Masson, Paris, 1895
- Contre les barbares. 1899
- L’Esprit nouveau. 1900
- Ententes et ruptures. 1905
- Quatre Français : Pasteur - Chevreul - Brunetière - Vandal. Hachette, Paris, 1912
- Descartes. F. Alcan, Paris, 1913
- Le Dieu allemand. Bloud et Gay, Paris, 1917
- Les organisations de blocus en France pendant la guerre (1914–1918). Plon-Nourrit, Paris, 1926